# Madonna de los arbustos
La Madonna de los arbustos ( italiano: Madonna degli Alberetti) es una pintura al óleo sobre tabla, del artista renacentista italiano Giovanni Bellini, ejecutado en 1487. Desde 1838 forma parte de la colección de la Galería de la Academia de Venecia.
Elementos estilísticos, como la división del fondo, sugieren que la obra se basó en la Madonna de Alzano también de Bellini que se conserva en la Accademia Carrara, en Bérgamo.

## Descripción
El fondo de la Madonna y el Niño incluye un tapiz colgante, un elemento típico de las sacra conversazione contemporáneas y que también aparece en la Madonna de Alzano. A los lados hay dos porciones de paisaje con dos árboles esbeltos, de ahí el nombre tradicional del cuadro.
Madre e hijo están envueltos, incluso más que por gestos, por la mirada dulce y participativa de María hacia el niño, que varía la distancia tradicional de las miradas de las obras de la década anterior. Los rostros y los gestos son extremadamente dulces, con particular virtuosismo en el diseño de las manos de María. La composición muy equilibrada está iluminada por un sistema doble: el grupo sagrado toma una luz incidente desde la izquierda desde el frente, como lo demuestra la sombra de la Virgen sobre la tela, mientras que en el fondo la luz se ensancha de manera uniforme y difusa.
En el primer plano inferior, como es habitual en las obras de Bellini, hay un parapeto de mármol verde con su firma y fecha ( IOANNES.BELLINUS.P. / 1487).

## Théophile Gautier
En su informe de un viaje a Italia de 1852, el escritor francés Théophile Gautier presta gran atención a su visita a la Fakería de la Academia de Venecia. Estaba profundamente impresionado por la Madonna con los arbustos.

- Terminons par le joyau, la perle, l'étoile de ce musée: Une Madone avec l'enfant Jésus, de Jean Bellin. - Voilà un sujet bien usé, bien rebattu, traité mille fois, y qui refleurit d'une jeunesse éternelle sous le pinceau du vieux maître! Qu'y at-il? Une femme qui tien un enfant sur ses genoux, mais quelle femme! (...) c'est une beauté imposible, et cependant d'une vérité étrange (...) Chaque jour, nous allions passer une heure aux pieds de cette céleste idolé.
- (Terminamos con la joya, la perla, la estrella del museo: una Madonna con el Niño Jesús de Giovanni Bellini.- Aquí hemos hecho un tema muy usado, terriblemente banal, mil veces, pero florece con una eterna juventud bajo ¡el pincel del viejo maestro! ¿Qué es? Una mujer que sostiene a un niño sobre sus rodillas, ¡pero qué mujer! (...) irradia una belleza imposible y, sin embargo, una extraña verdad (...) Todos los días pasamos una hora a los pies de este ídolo celestial.) —Théophile Gautier (1852).